# Verkiezingen voor het Europees Parlement 2014/Kandidatenlijst/ProDG
Dit is de kandidatenlijst van de Belgische ProDG voor de Europese verkiezingen van 2014.

## Effectieven
1. Lydia Klinkenberg

## Opvolgers
1. Lothar Hanf
2. Dorothea Schwall-Peters
3. Monika Hunds
4. Patrick Wiesemes
5. Elke Comoth
6. Alain Kever